# Carl Adolf Gugel

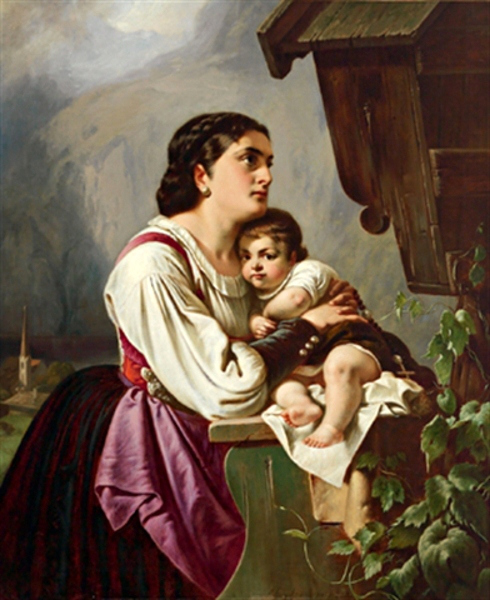
Das Gebet

Carl Adolf Gugel (* 12. April 1820 in Bergzabern, Rheinkreis; † 26. Juni 1885 in München) war ein deutscher Porträt- und Aktmaler.
Gugel studierte seit 1852 an der Akademie der Bildenden Künste München und stellte seine Werke jährlich im Münchener Kunstverein und 1869, 1871, 1883 und 1884 im Münchner Glaspalast aus. Seine Werke befinden sich in den Sammlungen der Neuen Pinakothek in München.